# جان-كلود غيسو
جان ـ كلود غيسو (بالفرنسية: Jean-Claude Gayssot)‏ (ولد في بيزيرز بإقليم ليرو في 6 سبتمبر 1944) هو سياسي فرنسي ينتمي إلى الحزب الشيوعي الفرنسي. شغل منصب وزير النقل في حكومة ليونيل جوسبان (الحزب الاشتراكي) بين عامي 1997 و2002. ينسب إلى اسمه قانون غيسو الذي يجرم إنكار الهولوكوست والآراء المعبرة عن التمييز العرقي.